# Paolo Brera
Paolo Brera (ur. 16 września 1949 w Mediolanie, zm. 22 lutego 2019) – włoski pisarz, dziennikarz i tłumacz.

## Życiorys
Paolo Brera jest trzecim z kolei synem dziennikarza i pisarza Gianniego Brery i Riny Gramegni, nauczycielki.
Brera skończył fakultet ekonomii politycznej na Uniwersytecie Bocconi w Mediolanie, gdzie w latach 1974–1978 pracował jako asystent na wydziale Historii Gospodarczej. W 1977 przebywał na Akademii Ekonomicznej w Poznaniu, na programie wymiany naukowej między Akademią a Bocconi.
Do 1985 zajmował się badaniami w zakresie gospodarki planowej w ZSRR i w Europie Wschodniej, mając na swoim koncie około pięćdziesięciu publikacji w wydawnictwach specjalistycznych i w pracach zbiorczych, po czym poświęcił się dziennikarstwu na łamach czasopism Critica Sociale, ItaliaOggi oraz Il Secolo XIX. Współpracował również z Labour Weekly, Exormissi, L’Avanti, Die Neue Gesellschaft, Corriere della Sera, Corriere del Ticino, Panorama, Mondo Economico i innymi. Na przełomie roku 1989-90 kierował redakcją włoskiego wydania rosyjskiego pisma Moskowskije nowosti. W latach 1997–2002 był redaktorem i wydawcą czasopisma Brera, poświęconego mediolańskiej dzielnicy o tej samej nazwie.
Publikacje akademickie i dziennikarskie Brery były napisane albo tłumaczone w różnych językach europejskich.
Po 2002 Brera poświęcił się przede wszystkim prozie i poezji, publikując wiele powieści fantastycznych i kryminalnych, pracę na temat światowej ekonomii dla tygodnika Famiglia Cristiana, trzy zbiory poezji i publikację literacką, której przedmiotem był Don Juan. Współpracował również z czasopismami kulturalnymi Viator i Eos.
Jako tłumacz, Brera tłumaczył dzieła Sienkiewicza, Balzaka, Puszkina, Turgieniewa, Zorrilli, i innych.
Od 2008 roku Brera mieszka w Mediolanie i Nicei.

## Twórczość
- Denaro. Scritti di economia e letteratura, Brescia, Shakespeare&Company, 1985.
- Dagmar la terrestre, Bologna, Perseo Libri, 1992.
- Annuario economico del calcio italiano, coautore Alberto Scherillo, Mediolan, Baldini e Castoldi, 1995.
- Aurore (versi), prefazione di Leonardo Coen, Mediolan, Otma Edizioni, 2002.
- Emergenza fame. Il paradosso del mondo opulento, Mediolan, San Paolo, 2003 (Famiglia Cristiana dossier)[8].
- Gioanfucarlo (biografia), coautore Claudio Rinaldi, Mediolan, Boroli, 2004.
- Miti seri ed inversi (versi), prefazione di Vladimir Nabokov, Mediolan, Otma Edizioni, 2004.
- Il veleno degli altri, Lugano, Todaro Editore, 2006[9].
- Il denaro degli altri, Treviso, Editing, 2006.
- Due secoli di Milano e non immediati dintorni (versi), Torino, Aragno, 2007.
- Don Giovanni. Un progetto di Paolo Brera, con opere di Balzac, Puškin, Zorrilla e Gianni Brera, trad. e prefazione di Paolo Brera, Mediolan, Alacrán, 2007.
- La prigione degli altri, Mediolan, BookTime, 2008[10].
- La mobile. Racconti metropolitani, coautore Celeste Bruno, Mediolan, Mursia, 2009[11].
- L'artificiere, coautore Celeste Bruno, Pavia, Altravista, 2009.
- Il visconte, razem z Andrea Carlo Cappi, Milano, Sperling&Kupfer, 2011.
- Eos. Sparare nel mucchio. Scritti di tuttologia applicata, Bagnacavallo, Discanti, 2011.